# Montreuil-l'Argillé
Montreuil-l'Argillé es una localidad y comuna francesa situada en la región de Alta Normandía, departamento de Eure, en el distrito de Bernay y cantón de Broglie.

## Demografía
| 736 | 755 | 773 | 726 | 706 | 740 |
| Para los censos de 1962 a 1999 la población legal corresponde a la población sin duplicidades (Fuente: INSEE [Consultar]) |     |     |     |     |     |